# Miriam Neureuther
Miriam Neureuther, née Gössner le 21 juin 1990 à Garmisch-Partenkirchen, est une fondeuse et biathlète représentant l'Allemagne. Ses qualités de fondeuse lui permettent d'être performante dans les deux disciplines, mais au cours de sa carrière sportive elle a donné la priorité au biathlon. Elle s'installe ainsi dans l'équipe allemande de coupe du monde à partir de 2010, dans le sillage de Magdalena Neuner. Elle remporte notamment trois épreuves individuelles de Coupe du monde, toutes au cours de la saison 2012-2013. En ski de fond, alors qu'elle n'a pas encore 20 ans, elle remporte deux médailles d'argent en relais, l'une aux Championnats du monde 2009 et l'autre aux Jeux olympiques de 2010 à Vancouver. Sérieusement blessée dans un accident de vélo à l'entraînement en 2013, elle ne parvient pas ensuite à retrouver le niveau de performance sur les skis qui était le sien et prend sa retraite sportive en 2017.

## Biographie

### Ses premières années
Miriam Gössner est née dans la station de sports d'hiver de Garmisch-Partenkirchen en Bavière. Son père est allemand et sa mère norvégienne, née à Molde. Elle est bilingue. Espoir de ski alpin, elle se tourne vers le biathlon à l'âge de 14 ans en raison d'une chute en slalom où elle perd plusieurs dents et se fracture l'os zygomatique.

### Carrière dans le ski de fond
Obtenant de grands résultats chez les juniors en biathlon (championne du monde 2009 de la poursuite) grâce à sa vitesse de déplacement sur les skis exceptionnelle, elle est utilisée par l'équipe nationale de ski de fond pour les Championnats du monde à Liberec ce même hiver. Dans le relais, elle décroche sa première récompense chez les séniors, puisque les Allemandes sont médaillées d'argent. Elle prend part à sa première course de ski de fond en Coupe du monde en mars 2009 à Lahti où, grâce à sa quinzième place au sprint libre, elle marque ses premiers points. Lors de l'hiver 2009-2010, elle décide de consacrer plus de temps au ski de fond avec comme objectif une sélection pour les Jeux olympiques. Elle signe deux cinquièmes places, au prologue du Tour de ski et au sprint libre de Rybinsk, validant son ticket pour Vancouver. Au mois de février, elle est présente donc aux Jeux olympiques à Vancouver : elle se classe 21e du dix kilomètres libre et gagne la médaille d'argent du relais avec Evi Sachenbacher-Stehle, Katrin Zeller et Claudia Nystad. En fin de saison, Gössner monte encore avec ses coéquipières sur le podium du relais de Lahti. En 2013, elle effectue un retour occasionnel sur le circuit du ski de fond, participant aux Championnats du monde, à Val di Fiemme, disputés après ceux de biathlon. Elle frôle le podium en prenant la quatrième place du dix kilomètres libre.

### Débuts en Coupe du monde de biathlon
Elle démarre en coupe du monde de biathlon à Östersund, terminant 73e et 58e lors des deux premières courses de la saison 2009-2010, les seules qu'elle dispute cet hiver là car elle se focalise sur une participation aux Jeux olympiques en ski de fond. La saison suivante, elle obtient ses premiers podiums lors de la première étape, là où elle avait débuté un an plus tôt à Östersund, avec deux deuxièmes places, sur le sprint et la poursuite, deux courses remportées par la Finlandaise Kaisa Mäkäräinen. Elle obtient une troisième deuxième place à Fort Kent, devancée sur le sprint par sa compatriote Andrea Henkel.
Pour ses premiers Championnats du monde, à Khanty-Mansiïsk en 2011, elle termine dans les dix premières lors de deux courses individuelles, respectivement neuvième et septième du sprint et de la poursuite, et quatorzième du départ groupé. Elle remporte un premier titre mondial avec le relais féminin allemand.
Lors des championnats du monde de 2012 à Ruhpolding, son meilleur résultat individuel est une vingt-deuxième place lors de la poursuite, tandis qu'elle remporte un deuxième titre mondial avec le relais allemand.

### 2012-2013: Les premières victoires
La saison 2012-2013 confirme ses bonnes dispositions, malgré des tirs parmi les plus perfectibles, ses temps à skis sont exceptionnels, ce qui lui permet de remonter les handicaps de ses erreurs au tir. À Pokljuka, après avoir terminé deuxième du sprint, elle remporte la poursuite le lendemain malgré cinq fautes sur le pas de tir, s'imposant finalement au sprint face à la Tchèque Gabriela Soukalová, qui de son côté a réalisé un 20 sur 20 au tir. Lors de cette troisième étape de Coupe du monde, elle monte pour la troisième fois en trois jours sur le podium en terminant deuxième du départ groupé remporté par Tora Berger.
Elle poursuit sa série de bons résultats en terminant troisième avec le relais allemand lors de l'étape d'Oberhof puis remporte le sprint devant Tora Berger. Malgré deux fautes, elle s'impose de deux secondes face à la Norvégienne qui a tiré à dix sur dix. Lors de l'étape suivante, disputée de nouveau en Allemagne à Ruhpolding, elle remporte à nouveau l'épreuve du sprint malgré une faute au tir : elle devance deux autres  excellentes skieuses, Darya Domracheva et Kaisa Mäkäräinen, toutes deux à neuf sur dix. À Antholz-Anterselva, dernière étape avant les Championnats du monde de biathlon 2013, elle remporte le relais avec l'équipe allemande.
Cependant, elle déçoit lors des mondiaux disputés à Nové Město na Moravě puisqu'elle ne décroche aucune médaille, devant se contenter de la sixième place du sprint et du départ groupé, terminant également trente-cinquième de l'individuel et vingt-et-unième de la poursuite. Lors du relais, elle concède cinq fautes, l'Allemagne terminant finalement cinquième.
Après une nouvelle victoire en relais lors de l'étape de Sotchi, elle monte une nouvelle fois sur le podium en finissant troisième du sprint de Khanty-Mansiïsk. Elle se classe également au troisième rang de la spécialité sur l'ensemble de la saison. Elle termine 9e du classement général de la Coupe du monde 2012-2013.

### 2013 à 2017: accident et fin de carrière difficile
En mai 2013 elle fait une grave chute de vélo à l'entrainement et se blesse sérieusement le dos. Cet accident compromet la suite de sa carrière. La saison 2013-2014, dont la préparation est perturbée, est en effet marquée par son forfait pour les JO de Sotchi en raison de douleurs persistantes au dos. 
Elle ne retrouvera jamais son niveau de ski exceptionnel qui faisait sa force et parvenait le plus souvent à compenser ses lacunes au tir.
Elle peine ainsi à retrouver sa place dans l'équipe première d'Allemagne où la concurrence est rude, mais dispute néanmoins la Coupe du monde pendant encore trois saisons de 2014 à 2017, avec quelques passages en IBU cup où elle parvient notamment à remporter trois épreuves. Au cours de l'hiver 2016 elle semble afficher un regain de forme et termine 23e du classement de la Coupe du monde, mais la saison suivante ses résultats se détériorent à nouveau. Elle dispute sa dernière compétition aux Championnats d'Europe 2017 à Duszniki-Zdroj et décide, à l'âge de 26 ans, de mettre un terme à sa carrière sportive.

## Palmarès en biathlon

### Championnats du monde
| Biathlon                  |            |        |           |                 |                      |        |
| Mondiaux \ Épreuve        | Individuel | Sprint | Poursuite | Départ en masse | Relais               | Relais |
| Mondiaux \ Épreuve        | Individuel | Sprint | Poursuite | Départ en masse | féminin              | mixte  |
| 2011 Khanty-Mansiïsk      | -          | 9e     | 7e        | 14e             | Médaille d'or, monde | -      |
| 2012 Ruhpolding           | 36e        | 37e    | 22e       | -               | Médaille d'or, monde | -      |
| 2013 Nové Město na Moravě | 35e        | 6e     | 21e       | 6e              | 5e                   | 13e    |

### Coupe du monde
Elle obtient son meilleur classement général dans la Coupe du monde de biathlon avec une neuvième place en 2013.

#### Classements en Coupe du monde
| Saison    | Classement général final | Individuel | Sprint | Poursuite | Mass Start |
| 2009-2010 | nc                       | nc         | nc     |           |            |
| 2010-2011 | 14e                      | 66e        | 9e     | 9e        | 16e        |
| 2011-2012 | 27e                      | 61e        | 20e    | 20e       | 32e        |
| 2012-2013 | 9e                       | 24e        | 3e     | 13e       | 8e         |
| 2013-2014 | nc                       |            | nc     | nc        |            |
| 2014-2015 | 71e                      | nc         | 64e    | 71e       |            |
| 2015-2016 | 23e                      | 57e        | 12e    | 33e       | 23e        |
| 2016-2017 | 56e                      | nc         | 46e    | 54e       |            |

#### Podiums
- 17 podiums :
  - 10 podiums individuels : 3 victoires, 5 deuxièmes places et 2 troisièmes places.

| Résultat  | Individuel | Sprint | Poursuite | Départ en masse | Total |
| --------- | ---------- | ------ | --------- | --------------- | ----- |
| 1re place | 0          | 2      | 1         | 0               | 3     |
| 2e place  | 0          | 3      | 1         | 1               | 5     |
| 3e place  | 0          | 2      | 0         | 0               | 2     |

- 7 podiums en relais : 4 victoires, 1 deuxième place et 2 troisièmes places.

| Résultat  | Relais | Relais mixte | Total |
| --------- | ------ | ------------ | ----- |
| 1re place | 4      | 0            | 4     |
| 2e place  | 1      | 0            | 1     |
| 3e place  | 2      | 0            | 2     |

| Résultat  | Nombre |
| --------- | ------ |
| 1re place | 7      |
| 2e place  | 6      |
| 3e place  | 4      |

#### Détail des victoires individuelles
| Saison / Épreuve | Individuel | Sprint             | Poursuite | Mass start | Total |
| 2012-2013        |            | Oberhof Ruhpolding | Pokljuka  |            | 3     |
| Total            | 0          | 2                  | 1         | 0          | 3     |

### Championnats du monde junior
| Biathlon           |            |                   |               |                    |
| Mondiaux \ Épreuve | Individuel | Sprint            | Poursuite     | Relais             |
| 2008 Ruhpolding    | 33e        | 15e               | 13e           | Médaille d'or      |
| 2009 Canmore       | 4e         | Médaille d'argent | Médaille d'or | Médaille de bronze |

### IBU Cup
- 3 victoires.

## Palmarès en ski de fond

### Jeux olympiques d'hiver
| Ski de fond       |                                  |           |       |                                  |                      |       |        |                                    |
| Épreuve / Édition | Sprint                           | Sprint    | 10 km | 10 km                            | Poursuite 2 × 7,5 km | 30 km | Relais | Relais                             |
| Épreuve / Édition | libre                            | classique | libre | classique                        | Poursuite 2 × 7,5 km | 30 km | Sprint | 4 × 5 km                           |
| JO 2010 Vancouver | Épreuve inexistante à cette date | -         | 21e   | Épreuve inexistante à cette date | -                    | -     | -      | Médaille d'argent, Jeux olympiques |

Légende :
- : pas au programme

### Championnats du monde
| Ski de fond        |                                  |                                  |                                  |                                  |   |                          |
| Mondiaux \ Épreuve | Sprint                           | Sprint                           | 10 km                            | 10 km                            | - | Relais                   |
| Mondiaux \ Épreuve | libre                            | classique                        | libre                            | classique                        | - | Relais                   |
| 2009 Liberec       | 19e                              | Épreuve inexistante à cette date | Épreuve inexistante à cette date | -                                | - | Médaille d'argent, monde |
| 2013 Val di Fiemme | Épreuve inexistante à cette date | -                                | 4e                               | Épreuve inexistante à cette date | - | 7e                       |

### Coupe du monde
- Meilleur classement général dans la Coupe du monde de ski de fond : 52e en 2010.
- Meilleur résultat individuel : 5e.
- 1 podium en relais :  1 deuxième place.

#### Classements en Coupe du monde
| Saison    | Classement général final | Classement distance | Classement sprint |
| 2008-2009 | 77e                      | 86e                 | 58e               |
| 2009-2010 | 52e                      | 39e                 | 47e               |